# Adoxia dilutipes
Adoxia dilutipes es un coleóptero de la familia Chrysomelidae. Fue descrita científicamente por primera vez en 1915 por Broun.